# Soroceanove, Bobrîneț
Soroceanove (în ucraineană Сорочанове) este un sat în comuna Mîkolo-Babanka din raionul Bobrîneț, regiunea Kirovohrad, Ucraina.

## Demografie
Componența lingvistică a localității Soroceanove
     Ucraineană (96,79%)
     Rusă (2,67%)
     Alte limbi (0,53%)
Conform recensământului din 2001, majoritatea populației localității Soroceanove era vorbitoare de ucraineană (96,79%), existând în minoritate și vorbitori de rusă (2,67%).